# البياض (صور)
 البياض هي إحدى القرى اللبنانية من قرى قضاء صور في محافظة الجنوب.

## لمحة تاريخية
بلدة صغيرة تقع إلى الشرق من مدينة صور، وتبعد عنها حوالي 12كم. أسسها أحد أجداد آل سليمان؛ وهي عائلة دينية وعلمية معروفة، وفيها أيضاً عائلتي درويش وفقيه. 
أهم انتاجها زيت الزيتون واعتمد أغلب أهلها على الاغتراب إلى افريقيا والخليج.

## الموقع
تقع البياض بين بلدات قانا عيتيت مزرعة مشرف ديرعامص رشكنانيه وصديقين. 